# Giovanni Bedotti
 (août 2022).
Giovanni Bedotti, francisé en Jean Bedotti, (Piémont, 1789 – v. 1845) est un restaurateur d'art, historien de l’art et marchand de matériel d'art italien. Il est connu pour son ouvrage De la restauration des tableaux: Traité spécial sur la meilleure manière de rentoiler, nettoyer et restaurer les tableaux anciens et modernes publié en France en 1837. 

## Biographie
Il grandit dans le Piémont puis vit à Turin où il effectue ses études à l'Académie des Beaux-Arts de Turin. Son attention se porte alors sur la restauration d'art, il pratique à Lyon puis retourne pratiquer à Milan. 
De retour en Italie, il effectue une photographie des restaurateurs italiens de son temps et fait un tour du pays. Il passe à Bologne, Florence (où il séjourne trois ans), Rome et Venise.  
En 1821, il est nommé restaurateur de l'Académie de Turin. Il reçoit cependant des critiques à la suite de son travail sur la restauration d'une toile de Gaudenzio Ferrari à l'église Saint-Christophe de Vercelli. À la suite de ces critiques, ce dernier s'expatrie à Paris en 1830. Il y reste dix ans pendant lesquels il exerce en tant que restaurateur et tient une boutique de matériel de d'art et de restauration d'art. 

## Publication
- 1837 : De la restauration des tableaux : Traité spécial sur la meilleure manière de rentoiler, nettoyer et restaurer les tableaux anciens et modernes; composé de Jean Bedotti de Turin, Paris